# Henry Compton
Henry Compton (Compton Wynyates  (nel Warwickshire), 1632 – Fulham, 7 luglio 1713) è stato un vescovo anglicano inglese.

## Biografia
Era il sesto e più giovane figlio di un noto nobile di Northampton. Fu educato al The Queen's College di Oxford e fece diversi viaggi in Europa. Dopo la restaurazione al trono di Carlo II divenne un componente della banda musicale di un reggimento di cavalleria, ma molto presto abbandonò l'esercito per intraprendere la carriera ecclesiastica. Dopo altri periodi di studio a Cambridge e ad Oxford, condusse diversi stili di vita.
Fu ordinato Vescovo di Oxford nel 1674, e l'anno successivo passò alla diocesi di Londra. Fu anche membro del Privy Council e responsabile per l'educazione di due principesse - Maria e Anna. Mostrò principi liberali non comuni al tempo dei dissidenti Protestanti, che voleva si riunissero alla chiesa già esistente. Tenne molte conferenze nella sua diocesi su questo argomento, aiutandosi con le testimonianze di persone straniere libere dai pregiudizi locali e con l'aiuto di diverse lettere di teologi (pubblicate alla fine del libro di Edward Stillingfleet: Unreasonableness of Separation) tra i quali Le Moyne, professore all'Università di Leida, e il famoso protestante francese Jean Claude.
In contrasto alla sua liberalità riguardo ai dissidenti Protestanti, Compton era fortemente in contrasto con il mondo cattolico. Dopo l'ascesa al trono di Giacomo II d'Inghilterra perse il suo posto nel Privy Council e le sue facoltà nella Cappella Reale; per il suo rifiuto di sospendere John Sharp, rettore di St Gile's-in-the-Fields, i cui scritti antipapali lo avevano reso odioso al re, fu egli stesso sospeso.
Nella Rivoluzione Compton accolse a braccia aperte la causa di Guglielmo e Maria, essendo uno dei Sette Immortali i quali avevano invitato Guglielmo all'invasione dell'Inghilterra; egli stesso celebrò la cerimonia dell'incoronazione del nuovo re, e in seguito a ciò gli furono rese le sue vecchie cariche nel Privy Council. Fu anche scelto per la revisione della liturgia. Durante il regno di Anna rimase membro del Privy Council, e fu incaricato di scegliere i termini di ricongiungimento tra l'Inghilterra e la Scozia, senza però trovare il giusto consenso. Morì a Fulham il 7 luglio 1713.

## Opere
Compton era un esperto di botanica. Pubblicò, oltre a diverse opere di teologia, Una Traduzione dall'Italiano della Vita di Donna Olimpia Maladichini, che ha governato la chiesa durante i tempi di Papa Innocenzo X che erano dal 1644 al 1655 (1667) (vedi Olimpia Maladichini, e anche Una Traduzione dal Francese degli Intrighi Gesuiti (1669)

## Genealogia episcopale
La genealogia episcopale è:
- Cardinale Vital du Four
- Arcivescovo John de Stratford
- Vescovo William Edington
- Arcivescovo Simon Sudbury
- Vescovo Thomas Brantingham
- Vescovo Robert Braybrooke
- Arcivescovo Roger Walden
- Vescovo Henry Beaufort
- Cardinale Thomas Bourchier
- Arcivescovo John Morton
- Vescovo Richard Foxe
- Arcivescovo William Warham
- Vescovo John Longland
- Arcivescovo Thomas Cranmer
- Vescovo William Barlow
- Arcivescovo Matthew Parker
- Arcivescovo Edmund Grindal
- Arcivescovo John Whitgift
- Arcivescovo Richard Bancroft
- Arcivescovo George Abbot
- Arcivescovo George Montaigne
- Arcivescovo William Laud
- Vescovo Brian Duppa
- Arcivescovo Gilbert Sheldon
- Vescovo Henry Compton